# Житомирский, Даниэль Владимирович
Даниэль Владимирович Житомирский (9 (22) декабря 1906, Павлоград — 27 июня 1992) — советский музыковед, доктор искусствоведения (1968).

## Биография
Из известной и состоятельной еврейской семьи, разорившейся к началу века: отец — помощник присяжного поверенного Вульф Лейбович Житомирский, дед — черкасский купец первой гильдии Лейб Лемелевич Житомирский. Сестра — историк и архивист Сарра Житомирская. Детские годы провёл в Черкассах, где его отец со своим братом Леонидом основал газету «Черкасские отклики». Во время погромов периода Гражданской войны семья бежала в Одессу, оттуда в Харьков. Здесь Д. В. Житомирский в 1921—1922 годах работал библиотекарем военного госпиталя.
В 1923—1925 годах учился в Харьковской народной консерватории, а с 1925 года — на Высших музыкально-драматических курсах как пианист (класс М. Г. Пильстрема) и теоретик (класс С. С. Богатырёва). В 1925—1926 годах работал заведующим музыкальной частью «Живой газеты» и газеты «У станка».
Окончил Московскую консерваторию (1925—1931) по классам композиции Николая Жиляева и музыковедения М. Иванова-Борецкого. С 1931 г. преподавал в Московской, в 1949—1953 гг. — в Бакинской, в 1955—1970 гг. — в Горьковской консерваториях. В 1936-1937 годах (во времена первой советской кампании по борьбе с формализмом) принимал активное участие в травле известного украинского композитора Бориса Лятошинского.
Одновременно в 1965—1980 — научный сотрудник, в 1980—1986 — консультант ВНИИ искусствознания в Москве.
Умер в 1992 году. Урна с прахом захоронена в колумбарии на Донском кладбище (колумбарий 22, секция 10).

## Избранные труды[5]
- Житомирский Д. В. Александр Александров [1883–1946: Жизнь и творчество].. — М.: Союз сов. композиторов, тип. ВПА, 1947. — 20 с. — (Композиторы СССР). — 5000 экз.
- Житомирский Д. В. Балеты П. Чайковского: Лебединое озеро. Спящая красавица. Щелкунчик. — М.; Л.: Музгиз, 1950. — 156 с. — 10 000 экз. || Балеты Чайковского: [Науч.-попул. очерки]. — М.: Музгиз, 1957. — 120 с. — 8000 экз.
- Житомирский Д. В. Дмитрий Шостакович : [Жизнь и творчество]. — М.: Союз советских композиторов, 1947. — 11 с. — 1000 экз.
- Житомирский Д. В. Из истории песен «Смело, товарищи, в ногу», «Варшавянка», «Красное знамя», «Беснуйтесь, тираны». — М.: Сов. композитор, 1960. — 38 с. — (В помощь слушателям нар. ун-тов культуры: Беседы о музыке). — 27 000 экз.
- Житомирский Д. В. Из прошлого русской революционной песни: Очерки. — М.: Сов. композитор, 1963. — 70 с. — (В помощь слушателям нар. ун-тов культуры: Беседы о музыке). — 11 650 экз.
- Житомирский Д. В. Избранные статьи. — М.: Сов. композитор, 1981. — 390 с. — 10 000 экз.
- Житомирский Д. В. Композиторы конца XIX и начала XX века. — Мок. гос. филармония, 1945. — 76 с. — (Муз. ун-т. Русская классич. музыка. Вып. 3).
- Житомирский Д. В. М. П. Мусоргский. «Картинки с выставки»: Цикл пьес для фортепиано. — М., 1955. — 8 с. — (Моск. гос. филармония. В помощь слушателям концертов).
- Житомирский Д. В. Роберт и Клара Шуман в России : С прил. фрагментов из русского путевого дневника К. Шуман. — М.: Музгиз, 1962. — 216 с. — 20 000 экз.
- Житомирский Д. В. Роберт Шуман. — М.: Музгиз, 1955. — 68 с. — (В помощь лектору). — 10 000 экз. || Шуман. — изд. 2-е, испр. и доп. — М.: Музгиз, 1960. — 88 с. — (Б-чка любителя музыки). — 30 000 экз.
- Житомирский Д. В. Роберт Шуман: (Очерк жизни и творчества). — М.: Музыка, 1964. — 880 с. — (Классики мировой муз. культуры). — 13 700 экз.
- Житомирский Д. В. Роберт Шуман: Краткий очерк. — М., 1956. — 12 с. — (Моск. гос. филармония. В помощь слушателям концертов).
- Житомирский Д. В. Русские композиторы конца XIX и начала XX века. — М.: Сов. композитор, 1960. — 66 с. — (В помощь слушателям нар. ун-тов культуры: Беседы о музыке). — 34 000 экз.
- Житомирский Д. В. Симфоническое творчество Чайковского: Путеводитель. — М.: Гос. филармония, 1936. — 62 с. — 1500 экз.
- Житомирский Д. В. Чайковский. «Манфред»: Симфония в 4-х картинах (по Байрону). — М., 1954. — 7 с. — (Моск. гос. филармония. В помощь слушателям концертов).
- Житомирский Д. В., Леонтьева О. Т., Мяло К. Г. Западный музыкальный авангард после второй мировой войны. — М.: Музыка, 1989. — 302 с. — 8000 экз. — ISBN 5-7140-0117-6.
- Искусство и массы в современном буржуазном обществе : [Сб.] / Ред.-сост.: Д. В. Житомирский; Авт. предисл.: Д. Житомирский, Г. Недошивин. — М.: Сов. композитор, 1979. — 309 с. — 1920 экз.
- Штейнпрес В., Келдыш Ю., Житомирский Д. В. Пять концертов русской и западной музыки: По заданию нац. группы УМВ ВРК. — М.: Радиоиздат, 1935. — 32 с. — (на правах рукописи).
- Шуман Р. Избранные статьи о музыке / Ред., вступит. статья и примеч. Д. В. Житомирского. — М.: Музгиз, 1956. — 400 с. — 4000 экз.
- Шуман Р. О музыке и музыкантах : Собр. статей: В 2-х т. / Сост., текстол. ред., вступит. статья, коммент и указ. Д. В. Житомирского. — М.: Музыка, 1975. — 8000 экз.
- Шуман Р. Письма (1817–1840): В 2-х т. / Сост., текстол. ред., вступит. статья, коммент, указатели Д. В. Житомирского. — М.: Музыка, 1970. — 5000 экз.

## Награды и признание
Премия Роберта Шумана (1966) — первый советский лауреат.